# 韦里耶尔 (阿登省)
韦里耶尔（法語：Verrières，法語發音：[vɛʁjɛʁ] ⓘ）是法国阿登省的一个市镇，属于武济耶区。

## 地理
韦里耶尔（49°29'35"N, 4°52'26"E）面积6.36 平方千米，位于法国大東部大區阿登省，该省份为法国北部内陆省份，西接埃纳省，南至马恩省，东临默兹省，北与比利时接壤。
与韦里耶尔接壤的市镇（或旧市镇、城区）包括：巴尔河畔布略勒、奥什、圣皮埃尔蒙、锡村。

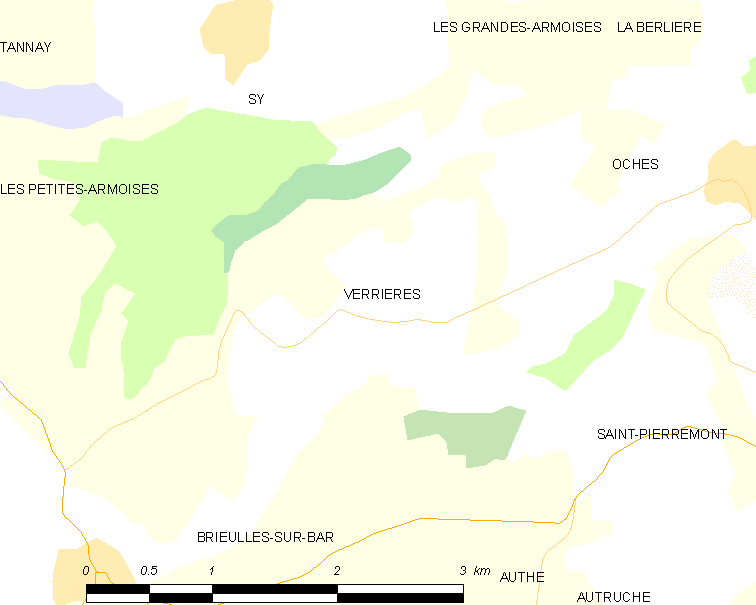
的OSM定位图

韦里耶尔的时区为UTC+01:00、UTC+02:00（夏令时）。

## 行政
韦里耶尔的邮政编码为08390，INSEE市镇编码为08471。

## 政治
韦里耶尔所属的省级选区为武济耶县。

## 人口

1962-2008年间人口变化图示

韦里耶尔于2022年1月1日时的人口数量为33人。